# ゴスラーSC
ゴスラーSC（Goslarer SC 08）は、ドイツ・ニーダーザクセン州のゴスラーを本拠地とするスポーツクラブ。1908年に TSVゴスラー08として創設され、サッカーのほか、ホッケー、陸上競技、洋弓、チアリーディングなどの活動をおこなっている。クラブの看板となっているのはサッカークラブであり、2009年に州リーグで優勝を果たし、レギオナルリーガ（4部）に昇格した。

## 歴史
1911年、クラブとして最初の対外試合が行われた。クラブ史における最初の成功は1922年で、Oberliga Hannover- Braunschweigへの昇格を果たした。その後、幾度かの昇降格を経て、1950年には2部リーグ（Amateuroberligas Niedersachsen Ost）で優勝したが、1部昇格の決定戦で敗北して昇格を逃した。1953年には、クラブ名が現在のものへと改称された。2003年、Goslarer SC 08とSV Sudmerbergのサッカークラブは合併したが、翌2004年に5部リーグ（Verbandsliga Niedersachsen-Ost）から、6部リーグ（Bezirksoberliga Braunschweig）へ降格した。その後の昇降格を経て、2008年、6部リーグ（Bezirks-Oberliga）で優勝し、再び5部リーグ（Oberliga Niedersachsen Ost）へ戻った。2009年、ゴスラーSCは5部リーグでも2位に圧倒的な差をつけて優勝を収め、さらにニーダーザクセン州優勝をめぐり、VfBオルデンブルクとの対戦に臨んだ。（ニーダーザクセン東部とニーダーザクセン西部の優勝クラブ同士が対戦し、ニーダーザクセン州優勝と4部昇格を争う。）オルデンブルクとの試合は、ホームで1対0の敗北を喫したが、アウェイの試合で2対1の勝利を収めた。これにより、アウェーゴールの規定に従って、レギオナルリーガ（4部）への昇格を決めた。

## タイトル

### 国内タイトル
なし

### 国際タイトル
なし